# پوس کوپ
پوس کوپ (به انگلیسی: Pouce Coupe) یک منطقهٔ مسکونی در کانادا است که در استان بریتیش کلمبیا واقع شده‌است. پوس کوپ ۲٫۰۶ کیلومتر مربع مساحت و ۷۳۹ نفر جمعیت دارد و ۶۵۰ متر بالاتر از سطح دریا واقع شده‌است.